# Henri Maspero
Henri Paul Gaston Maspero (1883-1945), sinólogo y orientalista arqueólogo francés cuya obra durante las primeras décadas del siglo XX ha dejado una impronta fundamental en el campo concreto de los estudios de la cultura sino-asiática. 

## Biografía
La primera toma de contacto de Henri Maspero con el mundo no occidental viene propiciado por la labor investigadora de su padre, el famoso egiptólogo Gaston Maspero, quien alienta y estimula la aspiración de Henri de viajar y residir durante algún tiempo en Egipto, lo que ocurrirá en 1905. En 1907 se gradúa en chino en l’École de Langues Orientales Vivantes, bajo las enseñanzas de dos figuras clásicas en los estudios sinológicos como E. Chavannes y S. Lévi, y puede decirse, en consecuencia, que es en ese periodo cuando sus inquietudes intelectuales se consagran definitivamente a China.
A partir de entonces, su carrera académica sigue un curso fulgurante hasta convertirse en uno de los sinólogos más destacados del momento. Coincide con P. Pelliot, (comenzando aquí un cúmulo de significativas vivencias paralelas entre ambos hombres), en la École Français d’Extreme-Orient de Hanoi. Por aquella época estudia la historia de los primeros siglos del budismo en China (investigaciones que quedarán sintetizadas con la publicación, el año siguiente, de un artículo cuyo título fue Communautés et moines bouddhistes chinois aux IIème et IIIème siécles, BEFEO, 1910, pp. 222-232). Pero la diversidad de intereses que por aquel entonces suscitan su curiosidad abarca también la geografía histórica de Annam bajo la dominación china de los Tang (Études sur l’histoire de l’Annam, BEFEO 1916-1918) y, sobre todo, la lingüística china. Unos meses después como profesor de chino en l’École française d’Extrême-Orient se apreste a marchar a Nghé-an con el propósito de estudiar los dialectos mu’o’ng y tai (los resultados de estas investigaciones quedarán contenidos en varios artículos: Contribution à l’étude de la phonétique des langues thai, BEFEO, 1911; Études sur la phonétique historique de la langue annamite, les initiales, BEFEO, 1912). En 1914 Maspero recorre diversas zonas de China (Tchö-kiang, Han-tcheou, Chao-hing, Ning-p’o y los montes T’ien-t’ai), arribando también a las costas de Corea y Japón, con el propósito principal de examinar los monumentos más sobresalientes de la época Song y Yuan. Pese a que su investigación en la zona dura apenas tres meses, cuando se había proyectado una estancia de seis, H. Maspero logra catalogar exhaustivamente mediante registro fotográfico estupas, estatuas, bajorrelieves y, además, elaborar un informe resumido (Rapport sommaire sur une misión archéologique au Tsö-kiang) que es publicado ese mismo año en el Bulletin de L’Ecole française d’Extrême-Orient. No será, en todo caso, la última prospección conducida por Maspero ya que, tras el convulso paréntesis de la Gran Guerra, retornará de nuevo a Hanói en 1919 a fin de reemprender su actividad de campo viajando a Annam (donde investiga los documentos čam) y a Phanrang (donde recoge textos de los monjes čam). 
Para entonces la autoridad de H. Maspero en los estudios sinológicos es ampliamente reconocida, como lo prueba el hecho de que, fallecido E. Chavannes, siga la estela de egregios expertos (Abel Rémusat y Stanislas Julien) y ocupe la Cátedra de langues et littératures chinoises et tartares-mandchoues en el College de France (mientras que, ya desde 1911, P. Pelliot ocupa la cátedra de lenguas de Asia Central). Con la aceptación del cargo, H. Maspero presenta la dimisión en l’École française d’Extrême-Orient y abandona definitivamente Indochina. 
La ocupación alemana de París (en junio de 1940) no alteró sobremanera el ritmo de sus investigaciones y lecturas. Sin embargo, en abril de 1942 fue arrestado (lo mismo ocurrió con P. Pelliot) y liberado unos días más tarde. En aquel tiempo, además de enseñar en el Collège de France, ejerció de lector en l’École Nationale de la France d’Outre-Mar, sucedió a M. Granet en la cátedra de Civilización China y dirigió el departamento de Religions de la Chine en el École Pratique des Hautes Études. Se trata, en definitiva, del intenso y agitado preludio que precederá a su muerte en 1945 ya que, en julio de 1944 fue arrestado por sospecha de actividades terroristas y deportado, para no retornar jamás vivo, a Buchenwald (Erich Henisch fue el único sinólogo alemán que estuvo dispuesto a firmar una solicitud de liberación).

## Campos de Estudio de Henri Maspero
H. Maspero abre nuevos campos de interés (relativos a la naturaleza y evolución histórica del taoísmo), en aquel periodo casi inexplorados, con contribuciones que incluso hoy en día gozan de gran validez. En primer lugar, las aportaciones de H. Maspero en el ámbito de la lingüística pasan por la instauración de un método de análisis comparativo de las lenguas tai, china y vietnamita (Contribution a l’étude du systeme phonètique des langues thai, 1911) que, por otra parte, no fue nunca adoptado oficialmente para el estudio de las lenguas de Asia Oriental.
En segundo lugar, su acercamiento a determinadas corrientes intelectuales japonesas (a diferencia de P. Pelliot que desconocía la lengua japonesa) queda atestiguado en su primer artículo, que data de 1929, Les Commencements de la Civilisation Chinoise, Shinagaku. Esta actividad, que compatibiliza con la ininterrumpida edición de los textos descubiertos por la expediciones de A. Stein llevada a cabo por E. Chavannes (finalmente publicado en 1951 por Arthur Waley), no suponen sino intereses periféricos con respecto a su honda preocupación por revisar la organización temporal de la historiografía china hasta entonces vigente y su persistencia en iluminar las opacas y enigmáticas organizaciones socioculturales de la China antigua. 
Pero, si por algo es conocido H. Maspero (aspecto éste que le distancia esta vez de P. Pelliot, cuyas áreas de estudio preferentes se relacionan con el budismo y la presencia de los movimientos cristianos, en especial de las corrientes nestorianas, en Asia) es por sus revolucionarias incursiones en el campo del taoísmo (representadas paradigmáticamente en sus Études sur le Taoïsme (1922)) y por sus magistrales trabajos de síntesis de la historiografía china (repárese en Historia de China (1927)). 
H. Maspero defiende que el taoísmo ejerció de mediador e introductor de la doctrina búdica en China, habida cuenta de las grandes diferencias existentes entre el confucianismo y el budismo. Así, el budismo de los Han recluta a sus primeros fieles en los ambientes taoístas, en gran parte, porque el budismo se mostraba a los ojos de los taoístas como un nuevo método para obtener la inmortalidad. De esta manera, la implantación del budismo en China auspiciada por el taoísmo trajo, como consecuencia, un préstamo de vocabulario y una confusión doctrinal.
Se desconoce mucho acerca de la evolución histórica del taoísmo y esto afecta al análisis de las influencias entre el budismo y el taoísmo. H. Maspero trata, en este sentido, de reconstruir la historia del taoísmo centrándose en el estudio de las menciones que, en las obras budistas, hacen referencia al taoísmo. De este modo, H. Maspero hará seguimiento de toda la literatura taoísta conocida desde el siglo I n. e. hasta la época de los Tang.
H. Maspero fue el primero que trató de desarrollar una discusión académica sobre la historia y documento del Taoísmo en este campo. Maspero consideró el Taoísmo como una de las más maravillosas religiones en el mundo. Sostiene que el Taoísmo se orienta a la creación de una idea científica del mundo. Al mismo tiempo, defiende la semejanza entre el T. Filosófico y el T. Religioso. Establece una división cronológica entre el Taoísmo antiguo (que existe en el periodo de las 6 dinastías) y el Taoísmo que declina desde la dinastía Tang hasta la modernidad. La causa de ello era que el Taoísmo había perdido su influencia sobre el pueblo y se habría recluido en los templos.
El trabajo de Maspero, en algunos campos más que en otros, resulta influyente hoy en día, no solo por sus desarrollos teórico-historiográficos, sino también porque supuso el origen en la apertura de una corriente de estudios sobre el taoísmo que perdura con vigor en el presente. En suma, si se hecha la mirada atrás en la historia de la sinología occidental cabe barruntar la inconmensurable sombra de H. Maspero guiando, desde una sensibilidad profundamente humanista, las evoluciones de la empresa de comprensión contemporánea que occidente lanza sobre China.

## Publicaciones Principales de Henri Maspéro
- ‘Le protectorat général d'Annam sous les T'ang’, BEFEO 10, 1910, p. 539-551.
- ‘Communautés et moines bouddhistes chinois aus IIème et IIIème siècles’, BEFEO 10, 1910, pp. 22-232.
- ‘Contribution à l'étude du système phonétique des langues thai’, BEFEO 11, 1911, pp. 153-169.
- ‘Études sur la phonétique historique de la langue annamite, les initiales’, BEFEO 12, 1912, pp. 1-126.
- ‘La prière du bain des statues divines chez les Cams’, BEFEO, 1912, V, pp. 1-6.
- ‘Rapport sommaire sur une misión archéologique au Tchö-kiang’, BEFEO, 1914,VIII, pp. 1-75.
- ‘Études d'histoire d'Annam’, BEFEO 16, 1916, pp. 1-55, y 1918, pp. 1-36.
- ‘De quelques interdits en relation avec les noms de famille chez les Tai-noirs’, BEFEO, 1916, III, pp. 29-34.
- ‘Quelques mot annamites d’origine chinoise’, BEFEO, 1916, III, pp. 35-39.
- ‘Dialecte de Tch’ang-ngan sous les T’ang’, BEFEO, 1920, II, pp. 1-124.
- ‘Le saint et la vie mystique chez Lao-tseu et Tchouang-tseu’, Bull. De l’Ass. Des Amis de l’Orient, III, 1922, pp. 69-89.
- ‘Les coutumes funèraires chez les Tai-noirs du haut-Tonkin’, Bull. De l’Ass. Des Amis de l’Orient, VI, 1923, pp. 13-26.
- ‘Légendes Mythologiques dans le Chou king’. Journal Asiatique, CCIV, 1924, pp. 1-100.
- ‘Le roman de Sou Ts’in’, Études asiatiques, II, 1925, pp. 127-141.
- ‘Origines de la civilisation chinoise’, Annales de Géographie, n.º 194, 1927.
- La Chine Antique, Paris: de Boccard, 1927.
- ‘Mythologie de la Chine moderne’, en Mythologie asiatique illustrée, Paris: Librairie de France, 1928.
- ‘La chronologie des rois de Ts’i au IVème siècle avant notre ère’, T’oung Pao, XXV, 1928, pp. 367-386.
- ‘Notes sur la logiques de Mo-tseu et de son ècole’, T’oung Pao, XXV, 1928, pp. 13-99.
- ‘Les Langues’, en Un Empire colonial français. L'Indochine. G. Maspero, ed. Paris: Les Editions G. van-Oest. Vol. I, 1929-1930, pp. 63-82.
- ‘Préfixe et derivation en chinois archaïque’, Mémoires de la Société de Linguistique de Paris, V, 1930, pp. 313-327.
- ‘La vie privée en Chine à l’èpoque des Han’, Revue des Arts asiatiques, VII, 1931.
- ‘La chaire de Langues et Littératures chinois et tartares-mandchoues’, Le Collège de France, 1932,pp. 353-366.
- ‘Le mot Ming’, Journal Asiatique, CCXX, 1933, pp. 249-296.
- ‘Les origines de la communauté bouddhiste de Lo-yang’, Journal Asiatique, CCXXI, 1934, pp. 87-108.
- ‘Le serment dans la procédure juridique de la Chine ancienne’, Mélanges chinois et boudhiques, III, 1934-1935, pp. 257-318.
- ‘Les deux taoistes: comment on communique avec eux’, Academie des Inscriptions et Belles Lettres, Comptes rendus des sances de l'anne 1937, pp. 362-74.
- ‘Les proceds de nourrir le principe vital dans la religion taoiste ancienne’, Journal Asiatique, 229, 1937, pp. 177-252.
- ‘Les instruments astronomiques des Chinois au temps des Han, Mélanges chinois et bouddhiques, VI, 1938-1939, pp. 183-370.
- Mélanges posthumes sur les religions et l'histoire de la Chine, vol. 1 : Les religions chinoises vol. 2 : Le taoïsme vol. 3 : Études historiques, Paris: Pub. du Musée Guimet (57, 58, 59), 1950.
- Les institutions de la Chine, Paris: PUF, 1952.
- Les documents chinois de la troisième expédition de Sir Aurel Stein en Asie centrale, Londres: British Museum, 1953.
- Histoire et institutions de la Chine ancienne des origines au XIIe siècle après J.-C., Paris: PUF, 1967.
- Le taoïsme et les religions chinoises, (Biblioteque des Histoires), Paris: Gallimard, 1971.